# Pèirarua (Erau)
Pèirarua (en francès Pierrerue) és un municipi occità del Llenguadoc, a la regió d'Occitània i al departament de l'Erau.